# Sabella gracilis
Sabella gracilis är en ringmaskart som beskrevs av Grube 1840. Sabella gracilis ingår i släktet Sabella och familjen Sabellidae. Inga underarter finns listade i Catalogue of Life.